# عبد الكريم بن سعود بن عبد العزيز آل سعود
الأمير عبد الكريم بن سعود بن عبد العزيز آل سعود (1960م- 2022م)، الابن التاسع والأربعون من أنجال الملك سعود ووالدته الأميرة سارة بنت ماضي آل غانم الفهري القحطاني، ولد في عام 1960، أنهى دراسته الابتدائية والمتوسطة والثانوية في السعودية. درس الجامعة في الولايات المتحدة ولم يكمل.

## أسرته
متزوج من الأميرة نهاية بنت عبد الله بن يحيى القبلي الشهري، وله من البنات : 
البندري بنت عبد الكريم بن سعود بن عبد العزيز آل سعود.

## وفاته
توفي الأمير عبد الكريم بن سعود بن عبد العزيز آل سعود يوم الأربعاء 18 صفر 1444هـ الموافق 14 سبتمبر 2022 وصلي عليه يوم الخميس 19 صفر 1444هـ الموافق 15 سبتمبر 2022 بعد صلاة المغرب في المسجد الحرام بمكة المكرمة ونقل جثمانه إلى مقبرة العدل حيث دفن هناك.